# Pierre de Ronsard (rosa)

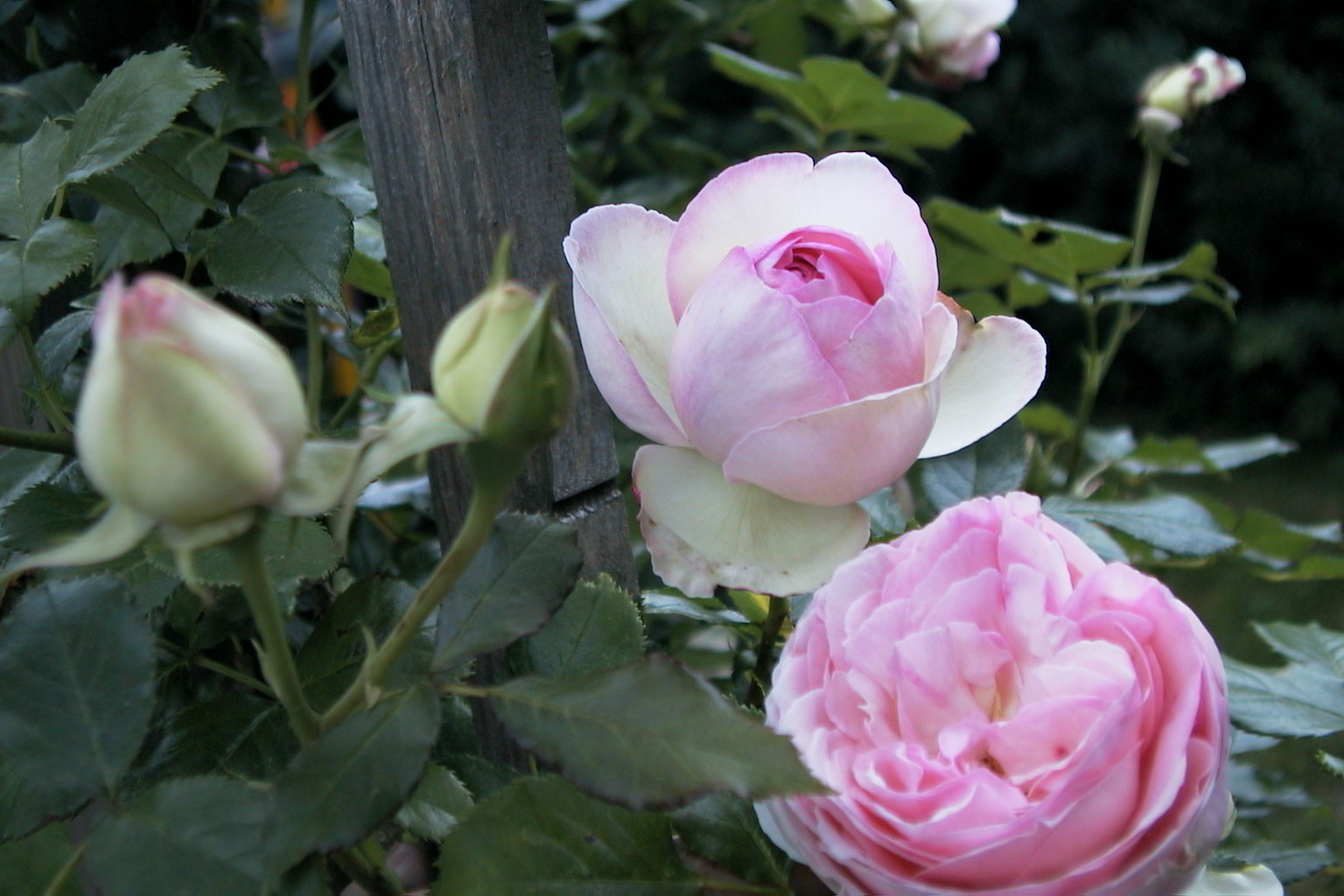
Pierre de Ronsard

 'Pierre de Ronsard', també coneguda com a 'Eden Rose 85', 'Eden', 'MEIviolin', és una cultivar de rosa que va ser desenvolupat pel roserista francès Francis Meilland. El seu nom és una referència al poema més cèlebre del poeta del Renaixement Pierre de Ronsard (1524-1585) : «Mignonne, allons voir si la rose...» (Maca, anem a veure si la rosa...)

## Descripció
Es tracta d'un roser enfiladís de flors grans i molt dobles seguint la forma de les roses antigues, globulars, d'un color que forma un degradat des del rosa carmí al centre al rosa pàl·lid a l'exterior. No és perfumat. Les flors es troben en grups de dues o tres i la floració s'estén entre abril i octubre. El fullatge és verd viu. És un roser vigorós i resistent a les malalties, tot i que sensible a certs paràsits (àcars). La planta pot arribar als deu metres. És resistent al fred (zona 6).

## Llinatge
Aquesta varietat és el resultat de l'encreuament següent: ['Danse des Sylphes' x 'Haendel'] x 'Kalinka'.

## Distincions

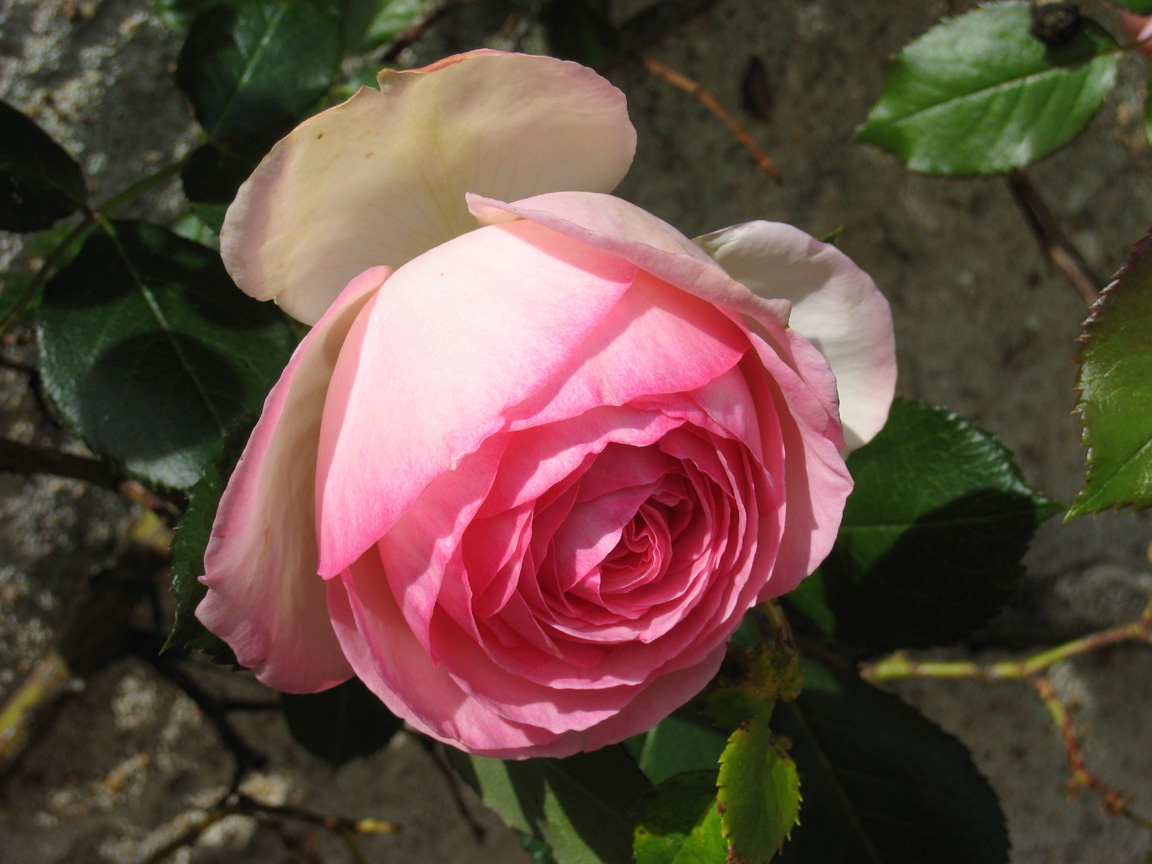
'Pierre de Ronsard'

- Rosa favorita del món, maig 2006. Aquesta distinció li va ser concedida durant la 14a « convenció mundial de la rosa » a Osaka (Japó).